# Премьер-министр Бечуаналенда
Премьер-министр Бечуаналенда (англ. Prime minister of the Bechuanaland) являлся главой правительства протектората Бечуаналенд (англ. Bechuanaland Protectorate) с момента предоставления ему права самоуправления 3 марта 1965 года и до провозглашения независимости 30 сентября 1966 года Республики Ботсвана, когда первый и единственный премьер-министр был приведён к присяге как президент Ботсваны.

## Премьер-министр Бечуаналенда
|   | Портрет | Имя | Начало полномочий | Окончание полномочий | Партия                          | Выборы |
| - | ------- | --- | ----------------- | -------------------- | ------------------------------- | ------ |
| 1 |         | Сэр Серетсе Гойтсебенг Мафири Кхама (1921—1980) англ. Seretse Goitsebeng Maphiri Khama тронное имя Серетсе а Секгома а Кхама тсвана Serêtsê a Sekgoma a Khama | 3 марта 1965      | 30 сентября 1966     | Демократическая партия Ботсваны | 1965   |